# 바다끝 물고기
《바다끝 물고기》는 MBC에서 2001년 8월 3일에 방영된 베스트극장이다.

## 줄거리
한때 잘 나가던 영화배우였지만 스캔들과 사업 실패로 가정까지 잃은 지성은 남해의 한 섬에서 자살을 결심하고 절벽 아래로 떨어진다. 하지만 술집 작부인 연정과 그녀를 짝사랑하는 병세로 인해 구사일생으로 구출된다. 지성은 밝고 낙천적인 연정에게 관심을 갖고, 질투심을 느낀 병세는 지성에게 연정이 술집 작부임을 말한다.
BGM으로 Bette Midler의 The Rose가 사용되었다.

## 등장 인물

### 주요 인물
- 하재영 : 지성 역 - 영화배우
- 신은정 : 연정 역 - 술집 작부
- 이동욱 : 병세 역

### 그 외 인물
- 이계인
- 정한헌
- 김흥수
- 김승현
- 김용진
- 김성희
- 표지현
- 노정임
- 조명진
- 한미진
- 문보연
- 허성민
- 권주현